# Számvitel
A számvitel egy információs rendszer, mely a gazdálkodó szervezetek működését mutatja be. A könyvviteli tevékenység során gyűjti, rögzíti, rendszerezi és bemutatja egy gazdasági egység (vállalat, szövetkezet, egyesület, közintézmény stb.) vagyonára és eredményességére vonatkozó adatokat.
Az adatgyűjtés célja az érdekelt döntéshozók (vezetők, tulajdonosok, hitelezők, befektetők) és ellenőrző szervek (például adóhivatal) számára megfelelő információ biztosítása.
A számviteli tevékenységet rendszerint jogszabály írja elő a gazdaság szereplői számára (Magyarországon a 2000. évi C. törvény a számvitelről). A jogszabály rendszerint tartalmazza
- a számviteli alapelveket,
- a legfontosabb számviteli kategóriák meghatározását,
- az adatrögzítési, beszámolási és adatmegőrzési kötelezettség szabályait.

A számvitellel foglalkozó szakmai szabványok:
- EU-ban: IFRS
- Nagy-Britanniában: UK GAAP
- Amerikai Egyesült Államokban: US GAAP

A számvitel első (kezdetleges) formájának megjelenése a sumer és mezopotámiai mezőgazdasági kultúrákhoz köthető: ebben az időben már pontos feljegyzéseket készítettek a mezőgazdasági termékek mennyiségéről és egymáshoz viszonyított értékéről.
A matematikai rendszerezettségű számvitel ("kettős könyvelés") valószínűleg Itáliában jelent meg. 1495-ben adták ki Velencében az első könyvelésről szóló művet, Luca Pacioli értekezését. Az első angol nyelvű könyv ebben a tárgyban 1543-ban jelent meg Londonban.

## A számvitel története

### Ókor
Egyes feltevések szerint az első feljegyzések gazdasági folyamatokról már az Ubaid-kultúra (egy őskori kultúra Dél-Mezopotámiában, azaz Sumer – a mai Dél-Irak - területén) alatt megjelentek Mezopotámiában. Körülbelül Krisztus előtt 3500-ban a sumérok már foglalkoztak az éves kenyér (gabona) és sör mennyiségének elszámolásával, és azt a maguk által fejlesztett ékírással feljegyezték agyagtáblákra. További fejlődést jelentett, hogy nagyjából Krisztus előtt 3000-ben Egyiptomban és Babilóniában használni kezdték a „tartozik” és „követel” fogalmakat, amire régi papirusztekercseken bukkantak rá régészek. A Krisztus utáni második évszázadból Indiában maradtak ránk olyan preparált pálmalevelek, melyeken az első szabadlap-könyvelés bizonyítékai maradtak fenn. Az ókori görög feljegyzések a Krisztus előtti ötödik századból beszámolnak egy logisztikai tisztségviselőről, akinek feladata volt az attikai államszövetség pénztárának zárszámadását elkészíteni és Pallasz Athéné istennőnek járó tizedet befizetni.

### Középkor
795-ben Nagy Károly frank király rendeletet adott ki a királyi birtokokról és a birodalmi uradalmakról, melyben előírta az összefoglaló év végi zárlati jelentéskészítést, ami egy jól felépített vagyonkimutatás volt. Ehhez a királyi kancellária az egyház által már használt formanyomtatványt használta. Az első kereskedői okirat az Alpoktól északra a Hanza-szövetség központjából, Lübeckből származik, ahol egy posztókereskedő 1180-ban egy pergamentekercsre 160 gazdasági eseményt rögzített le egyszerű formában. A folyószámla-rendszer kiépítése (a követelések és kötelezettségek feljegyzése az egyes gazdasági partnerekkel szemben) további fejlődéshez vezetett a görög és latin kultúrával rendelkező európai könyvvitel terén. 1263-ban Genovában két városi „fő számlavezető” használta először az egyes számlákra a latin „ratio” elnevezést. Az arabok decimális számrendszere a 13. század elején vált Európában is ismertté. Ennek ellenére a római számrendszert, melyet hamisíthatatlannak véltek, a 15. század végéig még használták.
A hiánytalan kettős könyvvitelre 1340-ből lehet a legkorábbi bizonyítható példát találni. Ebből az időből maradtak meg főkönyvek Genovában, melyek az államvezetés bevételeit és kiadásait tartalmazzák. A könyvekben megfigyelhető a tagolás is. Külön szerepelnek benne az adó kintlevőségek, a kölcsönök és a bírságok, ami egyértelműen rámutat a kettős könyvvitel meglétére. Ugyancsak 1340-ben Lübeckben – genovai, velencei és firenzei minta alapján – a kettős kontírozást egy mérlegszerű táblázatos áttekintéssel együtt vezették be.
1426 óta az áruszámlák mind az árukészlet, mind áruértékesítés-számlák megnevezésére használatosak. A könyvvitel írott történelme a 15. század második felében kezdődött, mikor Benedetto Cotrugli kereskedő első alkalommal írta le Libro Dell’arte di mercatura című könyvében a kettős könyvvitel folyamatát. Mégis csak 1494-ben Luca Pacioli velencei szerzetes könyvét tekinthetjük az első egységesen leíró, összefoglaló, a kettős könyvvitelt bemutató műnek. A Summa de Arithmetica, Geometria, Proportioni et Proportionalita még nem kettős könyvviteli tankönyv volt, de a „Velencei módszer” fejezetben összefoglalta mindazt, ami lényegét tekintve változatlanul érvényben van ma is.

### Újkor
Már 1511-ben a Fugger-család elkészítette az első mérleget. A XVI. században Velencében tanult főkönyvelő Matthäus Schwarz szembeállította az augsburgi Fugger-féle mérleggel a saját könyvvitelét. A főkönyvet két részre osztotta, a „személyek számlakönyvére” vagy más néven tartozások könyvére és a „tárgyak számlakönyvére” vagy más néven Capusra. Ráadásul készített egy „költség könyvecskét” a kiadásoknak, fogyasztási adónak stb. valamint egy „titkos könyvet” a nagy fontosságú eseményeknek, amely az egyenes adók belső kalkulációja mellett elsődlegesen a nyereség- és veszteségszámlákat tartalmazta.
A XVI. század folyamán további fejlesztések jelentek meg a számvitel területén Olaszországban, Németországban, Hollandiában, Franciaországban és Angliában. Ezek magukba foglalták a „jóváírás tételek” (vállalati vagyon), a „tartozás tételek” (kötelezettségek) és a bevételek tervezetének leírását. 1592-ben jelent meg az első említésre méltó számviteltankönyv, Sartorius matematikus műve.
Az állandóan növekvő áruforgalom fokozatosan fejlesztette a XVII. században az időszaki elszámolást (üzleti év vagy naptári év) szabályos zárással. Ebben az időben kezdték el használni az áru beérkeztető- az áru kivezető- és a pénztárkönyveket, naplókat stb. A befektetési számlákat és az üzemkönyvelést csak az első ipari fejlődés kezdetén alakították ki. A XIX. század vége óta mind a kereskedelemtudomány és az üzemgazdaságtan felismerései, mind a törvényhozás követelménye a pénzügyi és vezetői számvitel felé fejlesztették a számvitelt.
A könyvvezetést a törvényhozás is lépésről lépésre fejlesztette. Először a poroszok „Általános Jog” törvényében (1794) található meg a kötelező mérlegkészítés: „Egy kereskedő, aki vagy egyáltalán nem vezet szabályos könyvelést, vagy az évente legalább egyszer kötelezetően elkészítendő vagyonmérleget elmulasztja elkészíteni, és ezáltal nem ismeri saját helyzetét, egy esetleges fizetésképtelenségnél, mint gondatlan bankárt, megbüntetik.”
A részvénytársaságok számának ugrásszerű növekedése után a kereskedelmi törvények – Németországban a részvénytörvény - is új szabályozást alkottak. A mérlegkészítés alapelvét törvényileg szabályozták, be nem tartásukat pedig büntetéssel fenyegették. A teljes kereskedőtársadalmat kötelezték a szabályszerű mérlegkészítésre. A porosz jövedelemadó törvény (1891) például csatolta az adóbevallást a kereskedelmi mérleghez.

### Ma
A könyvvitel folyamatosan reagál az információs igények változására. Sokáig vezették a könyveket aprólékos pontossággal, kézi kitöltéssel. Az átírásos eljárásoknak köszönhetően sok időt és munkát lehetett megspórolni, mivel a számlabevitel a naplóból átmásolható volt. Ehhez a könyveket fel kellett osztani lapokra, ami persze a hagyományőrző könyvelőnek egyfajta forradalmat jelentett. További fejlődést jelentett, hogy az átírási eljárásokat automatizálták. Először az írógépek használata, majd a könyvelőautomata megjelenése – ami manuális-mechanikus volt – később pedig az elektromechanikai áttétel adott egy-egy lökést a könyvelésnek. Ma a technikai fejlődés következő lépcsőjén állunk, ahol a könyvelést az elektronikai adatfeldolgozással lehet kombinálni. Ma már sok többé-kevésbé felhasználóbarát könyvelőprogram is létezik. Mégis, a nagy technikai fejlődés ellenére – ami a toll és papír használatától a számítógép-hálózatokhoz vezetett – az egyes cégek könyvelésének lényeges meghatározója, a könyvelés költsége mégsem csökkent jelentősen.

## Magyar számviteli alapelvek
- A vállalkozás folytatásának elve = A nulladik alapelvnek is tekinthető, mert ez az előfeltétele a többi alapelv alkalmazhatóságának. Érvényesülése azt jelenti, hogy a könyvvezetés és a beszámolókészítés folyamán feltételezni kell, hogy belátható időn belül nem várható a vállalkozás megszüntetése vagy a tevékenység jelentős csökkenése. Ha érvényesül az elv, akkor a beszámoló elsődleges célja az adott üzleti év eredményének meghatározása. Ha nem, akkor a beszámoló elsődleges céljává a vállalkozás vagyonának meghatározása lép elő.
- teljesség elve = minden olyan gazdasági eseményt könyvelni kell, amelynek a vállalkozás vagyonára vagy eredményére gyakorolt hatását a számviteli törvény szerint be kell mutatni.
- valódiság elve = a számvitelben rögzített adatok legyenek megtalálhatók a valóságban, bizonyíthatók és (szakképzett) kívülálló által ellenőrizhetők
- világosság elve = a könyvvezetés és beszámoló formája legyen áttekinthető, érthető és rendezett
- következetesség elve = a könyvvezetési módszer és forma biztosítsa az állandóságot és összehasonlíthatóságot
- folytonosság elve = az egymást követő üzleti évek adatainak következniük kell egymásból
- összemérés elve = egy adott időszak bevételeit és ráfordításait azonos időszakban kell elszámolni, függetlenül a pénzügyi teljesítés (vagyis kifizetés) időpontjától
- óvatosság elve = a beszámoló készítésekor a bizonytalan bevételeket nem szabad, a bizonytalan ráfordításokat (egyes feltételek fennállásától függően) kötelező vagy lehetséges elszámolni
- bruttó elszámolás elve = (néhány speciális esetet kivéve) a bevételeket és a ráfordításokat, illetve a követeléseket és kötelezettségeket nem szabad egymással szemben elszámolni (nettósítani, vagyis csak a különbözetüket jelezni)
- egyedi értékelés elve = (néhány speciális esetet kivéve) az eszközök és kötelezettségek értékét egyenként kell megállapítani
- időbeli elhatárolás elve = a több évet érintő gazdasági események hatását a könyvvitelben szét kell bontani a megfelelő időszakokra
- tartalom elsődlegessége a formával szemben = a könyvelés során nem a gazdasági esemény címkéje (megnevezése) a döntő, hanem a lényege
- lényegesség elve = az olyan információt kell lényegesnek tekinteni, amely befolyásolja az adatokat felhasználó személy döntését
- költség-haszon összevetésének elve = arányosság az információ hasznossága és előállításának költsége között

## Fordítás
Ez a szócikk részben vagy egészben a Buchführung című német Wikipédia-szócikk ezen változatának fordításán alapul.  Az eredeti cikk szerkesztőit annak laptörténete sorolja fel. Ez a jelzés csupán a megfogalmazás eredetét és a szerzői jogokat jelzi, nem szolgál a cikkben szereplő információk forrásmegjelöléseként.